# Montfroc
Montfroc est une commune française située dans le département de la Drôme, en région Auvergne-Rhône-Alpes.

## Géographie

### Localisation
Montfroc est situé à l'extrême sud-est du département, à 11 km à l'est de Séderon et à 30 km à l'ouest de Sisteron dans les Alpes-de-Haute-Provence.

### Relief et géologie

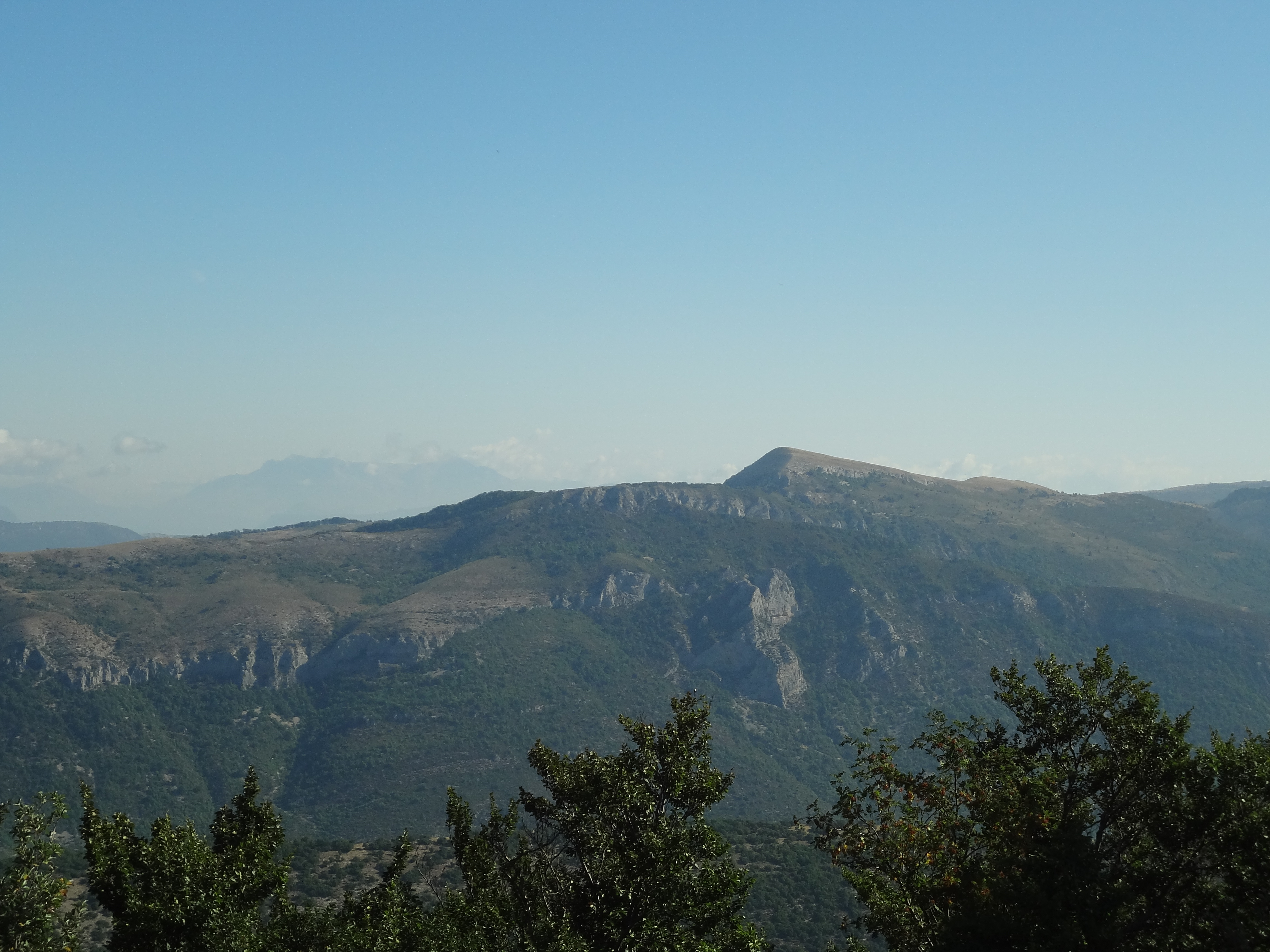
Crête des Serres, limite entre Montfroc et Curel

Sites particuliers :
Site Géoportail (carte IGN) :
- Col de Curel
- Col de Fontvielle
- Col de la Roche
- Col des Chaux
- Combe Maure
- Crête de Lure
- Crête des Blaches de Paillar
- Crête des Serres
- Montagne Nauturière
- Rocher de Roucard
- Sommet de Larran (1379 m)
- Vallon de la Vache
- Vallon Sourd

### Hydrographie
La commune est arrosée par :
- le Jabron, affluent de la Durance ;
- le Ravin de Chassenet ;
- le Ravin de Laugier ;
- le Ravin de Marceillas
- le Ravin de Paillar ;
- le Ravin Gonsaud.

La Clue de Montfroc est goulet d'étranglement des eaux de un kilomètre de large[réf. nécessaire].

### Climat
Pour des articles plus généraux, voir Climat d'Auvergne-Rhône-Alpes et Climat de la Drôme.
En 2010, le climat de la commune est de type climat méditerranéen altéré, selon une étude du CNRS s'appuyant sur une série de données couvrant la période 1971-2000. En 2020, Météo-France publie une typologie des climats de la France métropolitaine dans laquelle la commune est exposée à un climat de montagne ou de marges de montagne et est dans la région climatique  Alpes du sud, caractérisée par une pluviométrie annuelle de 850 à 1 000 mm, minimale en été. 
Pour la période 1971-2000, la température annuelle moyenne est de 10,3 °C, avec une amplitude thermique annuelle de 17,2 °C. Le cumul annuel moyen de précipitations est de 1 042 mm, avec 7 jours de précipitations en janvier et 4,3 jours en juillet. Pour la période 1991-2020, la température moyenne annuelle observée sur la station météorologique de Météo-France la plus proche, sur la commune de Séderon à 9 km à vol d'oiseau, est de 9,7 °C et le cumul annuel moyen de précipitations est de 1 032,4 mm,. Pour l'avenir, les paramètres climatiques de la commune estimés pour 2050 selon différents scénarios d'émission de gaz à effet de serre sont consultables sur un site dédié publié par Météo-France en novembre 2022.

### Voies de communication et transports
La commune fait partie de la Drôme mais elle n'est accessible par la route que par le département voisin des Alpes-de-Haute-Provence.

## Urbanisme

### Typologie
Au 1er janvier 2024, Montfroc est catégorisée commune rurale à habitat très dispersé, selon la nouvelle grille communale de densité à 7 niveaux définie par l'Insee en 2022.
Elle est située hors unité urbaine et hors attraction des villes,.

### Occupation des sols
L'occupation des sols de la commune, telle qu'elle ressort de la base de données européenne d’occupation biophysique des sols Corine Land Cover (CLC), est marquée par l'importance des forêts et milieux semi-naturels (95,7 % en 2018), une proportion identique à celle de 1990 (95,7 %). La répartition détaillée en 2018 est la suivante : 
forêts (53,7 %), milieux à végétation arbustive et/ou herbacée (39 %), zones agricoles hétérogènes (4,3 %), espaces ouverts, sans ou avec peu de végétation (2,9 %). L'évolution de l’occupation des sols de la commune et de ses infrastructures peut être observée sur les différentes représentations cartographiques du territoire : la carte de Cassini (XVIIIe siècle), la carte d'état-major (1820-1866) et les cartes ou photos aériennes de l'IGN pour la période actuelle (1950 à aujourd'hui).

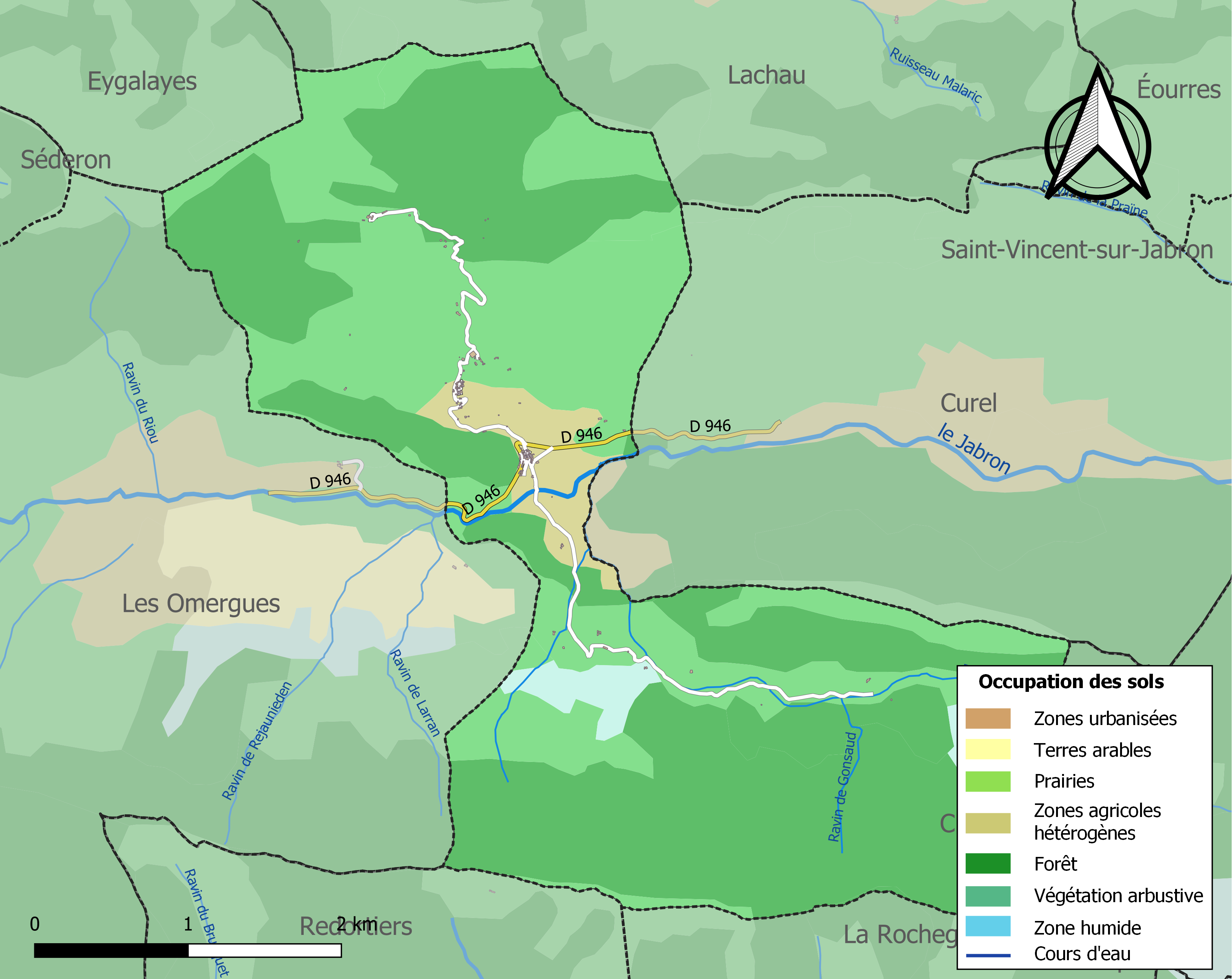
Carte des infrastructures et de l'occupation des sols de la commune en 2018 (CLC).

### Morphologie urbaine

#### Quartiers, hameaux et lieux-dits
Site Géoportail (carte IGN) :
- Boucart
- Cagarelle
- Chatmort
- Cieller
- Claux du Gon
- Condamine
- Esplane
- Font Lucie
- Foucol
- Gaïsset
- Garnaud
- Grignon
- Isabelle
- la Bégüe
- Lapierre
- la Tuilière
- le Col du Chabau
- le Galant
- les Anières
- les Crottes
- les Granges
- les Ormes
- les Ricoux
- Lirette
- Notre-Dame
- Piedblacun
- Ribasse
- Serre Savournine
- Sevas
- Taillas
- Villevieille

Anciens quartiers, hameaux et lieux-dits :
- les Andrets est une ferme attestée en 1891[13].

## Toponymie

### Attestations
Dictionnaire topographique du département de la Drôme :
- 1246 : castrum de Monte Froco (cartulaire de Montélimar, 17).
- 1337 : castrum de Montefroco et territorium Montis Froci (Duchesne, Dauphins de Viennois, 18).
- 1705 : Saint-Gervais Montfroc (dénombr. du royaume).
- 1891 : Montfroc, commune du canton de Séderon.

### Étymologie
Plusieurs hypothèses : 
- Albert Dauzat : le froco vient du couvent[réf. nécessaire].
- J.-C. Bouvier : il s'agit d'un patronyme Froc d'origine germanique (Frodecus)[réf. nécessaire].
- Coston (Toponymie de la Drôme) : Frocus est traduit par « terre en friche »[réf. nécessaire].

## Histoire

### Préhistoire
Au sud, de part et d'autre de la limite (Crête de Lure) entre la commune et celle de La Rochegiron (Alpes-de-Haute-Provence), quatre tumuli (ou cairns) sont présents, dont deux sur la commune.

### Protohistoire
Les Sogiontiques (Sogiontii) peuplent la vallée du Jabron. Ils font partie de la fédération des Voconces[réf. nécessaire].

### Antiquité: les Gallo-romains
Après la Guerre des Gaules, la fédération des Voconces fait partie de la province romaine de Gaule narbonnaise.
Au IIe siècle, ce peuple est détaché des Voconces et forme une civitas distincte, avec pour capitale Segustero (Sisteron).

### Du Moyen Âge à la Révolution
La seigneurie :
- Au point de vue féodal, Montfroc était une terre patrimoniale des barons de Mévouillon.
- 1247 : elle passe (par mariage) aux Adhémar (Adhémar de Grignan[réf. nécessaire]).
- 1337 : les Adhémar soumettent la terre au fief des dauphins.
- 1487 : elle passe (par mariage) aux Clermont-Montoison (ou : de 1498 à 1550 aux Clermont-Montoison[réf. nécessaire]).
- 1540 : vendue aux Dupuy (ou : 1550[réf. nécessaire]).
- 1577 : passe aux Béranger.
- 1667 : passe aux Pontevès.
- 1672 : la terre appartient aux La Tour-Gouvernet, derniers seigneurs.

Avant 1790, Montfroc était une communauté de l'élection de Montélimar, de la subdélégation et du bailliage du Buis.

Elle formait une paroisse du diocèse de Sisteron, dont l'église était celle d'un prieuré de bénédictins (filiation de Cluny) dépendant de celui de Lagrand (Hautes-Alpes). Les dîmes appartenaient au prieur du lieu.

### De la Révolution à nos jours
En 1790, la commune est comprise dans le canton de Montbrun. La réorganisation de l'an VIII (1799-1800) la place dans le canton de Séderon.

## Politique et administration

### Liste des maires
| Période                                                                      | Période                    | Identité                              | Étiquette | Qualité       |
| ---------------------------------------------------------------------------- | -------------------------- | ------------------------------------- | --------- | ------------- |
| Les données manquantes sont à compléter. : de la Révolution au Second Empire |                            |                                       |           |               |
| 1790                                                                         | 1871                       | ?                                     |           |               |
| Les données manquantes sont à compléter. : depuis la fin du Second Empire    |                            |                                       |           |               |
| 1871                                                                         | 1874                       | ?                                     |           |               |
| 1874                                                                         | 1878                       | ?                                     |           |               |
| 1878                                                                         | 1884                       | ?                                     |           |               |
| 1884                                                                         | 1888                       | ?                                     |           |               |
| 1888                                                                         | 1892                       | ?                                     |           |               |
| 1892                                                                         | 1896                       | ?                                     |           |               |
| 1896                                                                         | 1900                       | ?                                     |           |               |
| 1900                                                                         | 1904                       | ?                                     |           |               |
| 1904                                                                         | 1908                       | ?                                     |           |               |
| 1908                                                                         | 1912                       | ?                                     |           |               |
| 1912                                                                         | 1919                       | ?                                     |           |               |
| 1919                                                                         | 1925                       | ?                                     |           |               |
| 1925                                                                         | 1929                       | ?                                     |           |               |
| 1929                                                                         | 1935                       | ?                                     |           |               |
| 1935                                                                         | 1945                       | ?                                     |           |               |
| 1945                                                                         | 1947                       | ?                                     |           |               |
| 1947                                                                         | 1953                       | ?                                     |           |               |
| 1953                                                                         | 1959                       | ?                                     |           |               |
| 1959                                                                         | 1965                       | ?                                     |           |               |
| 1965                                                                         | 1971                       | ?                                     |           |               |
| 1971                                                                         | 1977                       | ?                                     |           |               |
| 1977                                                                         | 1983                       | ?                                     |           |               |
| 1983                                                                         | 1989                       | Claudette Lopez                       |           |               |
| 1989                                                                         | 1995                       | ?                                     |           |               |
| 1995                                                                         | 2001                       | ?                                     |           |               |
| 2001                                                                         | 2005                       | ?                                     |           |               |
| 2005 (élection ?)                                                            | 2008                       | Jean Michel Lopez                     |           |               |
| 2008                                                                         | 2014                       | ?                                     |           |               |
| 2014                                                                         | 2020                       | Jean-Noël Pasero                      |           | retraité      |
| 2020                                                                         | En cours (au 16 mars 2021) | Jean-Noël Pasero[source insuffisante] |           | maire sortant |

### Rattachements administratifs et électoraux

#### Intercommunalité
Montfroc a fait partie, de 2002 à 2017, de la communauté de communes de la Vallée du Jabron. Depuis le 1er janvier 2017, elle est dans la communauté de communes Jabron Lure Vançon Durance[réf. nécessaire].

## Population et société

### Démographie
L'évolution du nombre d'habitants est connue à travers les recensements de la population effectués dans la commune depuis 1793. Pour les communes de moins de 10 000 habitants, une enquête de recensement portant sur toute la population est réalisée tous les cinq ans, les populations de référence des années intermédiaires étant quant à elles estimées par interpolation ou extrapolation. Pour la commune, le premier recensement exhaustif entrant dans le cadre du nouveau dispositif a été réalisé en 2006.

En 2022, la commune comptait 101 habitants, en évolution de +34,67 % par rapport à 2016 (Drôme : +2,64 %, France hors Mayotte : +2,11 %).
| 1793 | 1800 | 1806 | 1821 | 1831 | 1836 | 1841 | 1846 | 1851 |
| ---- | ---- | ---- | ---- | ---- | ---- | ---- | ---- | ---- |
| 446  | 447  | 500  | 501  | 538  | 486  | 515  | 491  | 511  |

| 1856 | 1861 | 1866 | 1872 | 1876 | 1881 | 1886 | 1891 | 1896 |
| ---- | ---- | ---- | ---- | ---- | ---- | ---- | ---- | ---- |
| 443  | 407  | 392  | 367  | 375  | 404  | 383  | 327  | 327  |

| 1901 | 1906 | 1911 | 1921 | 1926 | 1931 | 1936 | 1946 | 1954 |
| ---- | ---- | ---- | ---- | ---- | ---- | ---- | ---- | ---- |
| 280  | 269  | 247  | 180  | 163  | 145  | 125  | 106  | 92   |

| 1962 | 1968 | 1975 | 1982 | 1990 | 1999 | 2006 | 2011 | 2016 |
| ---- | ---- | ---- | ---- | ---- | ---- | ---- | ---- | ---- |
| 70   | 44   | 45   | 87   | 71   | 57   | 80   | 80   | 75   |

| 2021 | 2022 | - | - | - | - | - | - | - |
| ---- | ---- | - | - | - | - | - | - | - |
| 92   | 101  | - | - | - | - | - | - | - |

### Santé
La commune dépend du Centre Hospitalier de Sisteron, situé à 28 km.

### Manifestations culturelles et festivités
Fête : le 15 août.

## Économie

### Agriculture
En 1992 : lavande, agriculture, élevage, apiculture (miel).
Chaque année, le village accueille une foire biologique le premier week-end d'octobre[réf. nécessaire].

## Culture locale et patrimoine

### Lieux et monuments
- Ruines du château médiéval[22].
- La Tourette, maison forte des XVe et XVIe siècles, remaniée aux XVIIe et XVIIIe siècles[réf. nécessaire].
- Le château : au début du XVIe siècle, la paix étant revenue, la position fortifiée de la colline Notre-Dame est abandonnée au profit d'une construction de plaisance à proximité du hameau naissant de la Bégüe.

C'était un vaste bâtiment rectangulaire accueillant au rez-de-chaussée de grandes écuries en croisées d'ogives et, à l'étage, les appartements du châtelain et de sa famille. La construction s'appuyait contre les rochers de la Garenne et les pierres furent extraites de la carrière des Baumes.
Au XVIIe siècle, l'édifice s'enrichit d'une aile s'ouvrant vers le levant et d'un colombier indépendant au midi. Les anciens logis sont progressivement relégués au rang d'écuries et de fénières.
Entre 1753 et 1764, Charles de Latour du Pin-Gouvernet, marquis de Lachau et seigneur de Montfroc, de Curel et d'autres places, entreprend, avec son frère l'évêque de Riez, les grands travaux qui donneront au château sa configuration quasi définitive. Les maîtres-maçons Jean Jourdan de Saint-Vincent et Louis Guende de Curel se chargent des travaux. À l'est de l'aile du XVIIe siècle est élevé un corps de bâtiment en pierres taillées, rehaussé d'une corniche en encorbellement. La façade est percée de quinze fenêtres et portes, et, de part et d'autre, furent édifiés deux pavillons ou tours. L'ensemble était desservi par deux escaliers à rampe de noyer. Le colombier fut réuni à la construction nouvelle au moyen d'un porche qui fermait la basse cour. Le rez-de-chaussée, percé de pièces voûtées, était destiné à accueillir les caves, les écuries et la bergerie[réf. nécessaire].
- Église Saint-Clair de Montfroc de style roman[22].
- Église des Asnières.

### Héraldique, logotype et devise
| Blason de Montfroc | Blason  | D'azur à une tour d'argent maçonnée de sable ; au chef cousu de gueules chargé de trois heaumes d'or tarés de profil. |
| Blason de Montfroc | Détails | Armes de la famille de La Tour du Pin-Gouvernet. Le statut officiel du blason reste à déterminer.                     |